# Nidji
Nidji – indonezyjski zespół muzyczny grający pop/rock. Został założony w 2002 roku w Dżakarcie.
Nazwa zespołu pochodzi od japońskiego słowa oznaczającego tęczę. Swój debiutancki album pt. Breakthru wydali w 2006 roku.
Dawniej skład zespołu przedstawiał się następująco: Giring Ganesha – wokale, Ariel – gitara, M. Ramadista Akbar – gitara, Randy Danistha – klawisze, M. Andro Regantoro – bas, M. Adri Prakarsa – perkusja. W 2019 roku wokalistę Giringa Ganeshę zastąpił Yusuf Ubay.

## Dyskografia
Albumy studyjne
- 2005: Breakthru
- 2007: Top Up
- 2009: Let’s Play
- 2012: Liberty Victory
- 2017: Love, Fake & Friendship